# Guadalupe (Santander)
Guadalupe – miasto w Kolumbii, w departamencie Santander.